# Naples Foot-Ball Club 1914-1915
Questa voce raccoglie le informazioni riguardanti il Naples Foot-Ball Club nelle competizioni ufficiali della stagione 1914-1915.

## Stagione
In questa stagione il campionato venne sospeso per l'entrata in guerra dell'Italia. Le prime due partite disputate dal Naples contro l'Internazionale Napoli, per aggiudicarsi il girone meridionale, furono annullate. L'Internazionale, vincitrice del doppio confronto, schierò infatti due calciatori non regolarmente tesserati, Pellizzone e Steiger. La Federazione quindi deliberò la ripetizione dei match.
Il 16 Maggio ebbe luogo la ripetizione della partita d'andata, terminata con tre reti di scarto a vantaggio dell'Internazionale. Quella di ritorno, fissata per il 23 Maggio, finì 4-1 per il Naples, ma non fu omologata: nel 1919 l'Internazionale Napoli fu proclamata Campione Meridionale a tavolino.

## Divise
| Manica sinistra · Manica sinistra · Maglietta · Maglietta · Manica destra · Manica destra · Pantaloncini · Calzettoni |

## Organigramma societario
Area direttiva
- Presidente:  Emilio Anatra

Area tecnica
- Allenatore:

## Rosa
| N. |                   | Ruolo | Calciatore                |
| -- | ----------------- | ----- | ------------------------- |
|    | Italia (bandiera) | P     | Canepa                    |
|    | Italia (bandiera) | P     | Francesco Nola            |
|    | Italia (bandiera) | C     | Vittorio Alfredo Reichlin |
|    | Italia (bandiera) |       | Carlo Bruschini II        |
|    | Italia (bandiera) |       | Tommaso Caramanna         |
|    | Italia (bandiera) |       | Ugo Caserta               |
|    | Italia (bandiera) |       | Guido Cavalli             |
|    | Italia (bandiera) |       | Mario Dalia               |

| N. |                   | Ruolo | Calciatore          |
| -- | ----------------- | ----- | ------------------- |
|    | Italia (bandiera) |       | Vincenzo De Rosa    |
|    | Italia (bandiera) |       | Defendi             |
|    | Italia (bandiera) |       | Mario Enrico Dodero |
|    | Italia (bandiera) |       | Fosina ?            |
|    | Italia (bandiera) |       | Franz Iovane        |
|    | Italia (bandiera) |       | Montorsi            |
|    | Italia (bandiera) |       | Pioletti            |
|    | Italia (bandiera) |       | Enrico Trapanese    |

## Risultati

### Prima Categoria

#### Semifinali dell'Italia meridionale
| Arbitro: | Ioima |

|                    |           |  |
| Mandelli Cortese , | Marcatori |  |

| Napoli 23 maggio 1915 Ritorno | Naples            | 4 – 1 (non omologato) | Internazionale Napoli | Campo di Bagnoli\| Arbitro: \| Attilio Bruschini \| |
| Arbitro:                      | Attilio Bruschini |                       |                       |                                                     |

## Statistiche
Statistiche aggiornate al 23 maggio 1915.

### Statistiche di squadra
| Competizione    | Punti | In casa | In casa | In casa | In casa | In casa | In casa | In trasferta | In trasferta | In trasferta | In trasferta | In trasferta | In trasferta | Totale | Totale | Totale | Totale | Totale | Totale | DR |
| Competizione    | Punti | G       | V       | N       | P       | Gf      | Gs      | G            | V            | N            | P            | Gf           | Gs           | G      | V      | N      | P      | Gf     | Gs     | DR |
| --------------- | ----- | ------- | ------- | ------- | ------- | ------- | ------- | ------------ | ------------ | ------------ | ------------ | ------------ | ------------ | ------ | ------ | ------ | ------ | ------ | ------ | -- |
| Prima Categoria | 2     | 0       | 0       | 0       | 0       | 0       | 0       | 1            | 0            | 0            | 1            | 0            | 3            | 1      | 0      | 0      | 1      | 0      | 3      | 0  |
| Totale          | 1     | 0       | 0       | 0       | 0       | 0       | 0       | 1            | 0            | 0            | 1            | 0            | 3            | 1      | 0      | 0      | 1      | 0      | 3      | 0  |

### Statistiche dei giocatori
| Giocatore     | Prima Categoria | Prima Categoria |
| Giocatore     | Presenze        | Reti            |
| ------------- | --------------- | --------------- |
| Bruschini II  | 1               | 0               |
| Canepa        | 1               | -3              |
| Caramanna     | 1               | 0               |
| Caserta       | 1               | 0               |
| G. Cavalli    | 1               | 0               |
| Dalia         | 1               | 0               |
| De Rosa       | 1               | 0               |
| Defendi       | 1               | 0               |
| Dodero        | 1               | 0               |
| Fosina        | 1               | 0               |
| Iovane        | 1               | 0               |
| Montorsi      | 1               | 0               |
| Nola          | 0               | 0               |
| Pioletti      | 1               | 0               |
| V.A. Reichlin | 1               | 0               |
| Trapanese     | 1               | 0               |